# Darżewo (przystanek kolejowy)
Darżewo – zlikwidowany przystanek gryfickiej kolei wąskotorowej w Darżewie, w województwie zachodniopomorskim, w Polsce. Przystanek został zlikwidowany po 1945 roku.